# Curling-Juniorenweltmeisterschaft 2005
Die Curling-Juniorenweltmeisterschaft 2005 wurde vom 3. bis 13. März im italienischen Pinerolo ausgetragen.

## Männer

### Teilnehmer
| Land               | Fourth               | Third               | Second               | Lead              | Alternate            |
| ------------------ | -------------------- | ------------------- | -------------------- | ----------------- | -------------------- |
| Dänemark           | Kenneth Jørgensen    | Rasmus Stjerne      | Mikkel Adrup Poulsen | Dennis Hansen     | Mikkel Munch Krause  |
| Deutschland        | Steffen Maier        | Michael Draxler     | Patrick Benz         | Yves Swoboda      | Denis Kiesel         |
| Italien            | Joel Retornaz        | Giorgio da Rin      | Davide Corbellari    | Mirco Ferretti    | Silvio Zanotelli     |
| Kanada             | Kyle George          | Justin Mihalicz     | David Kidby          | Chris Hebert      | Dustin Kidby         |
| Südkorea           | Kim Soo-hyuk         | Kim Chang-min       | Park Jong-duk        | Park Jin-oh       | Ha Jin-huyk          |
| Norwegen           | Øivind A. Grøseth    | Hans Tømmervold     | Håvard Petersson     | Anders Bjørgum    | Olav Helge Storli    |
| Schottland         | Logan Gray           | Ross Paterson       | Sandy Gilmour        | Graeme Copland    | Keith Duncan Millar  |
| Schweden           | Nils Carlsén         | Sebastian Kraupp    | Marcus Hasselborg    | Emanuel Allberg   | Niklas Edin          |
| Schweiz            | Toni Müller          | Andreas Klauenbösch | Andreas Aegler       | Nicolas Hauswirth | Christian von Gunten |
| Vereinigte Staaten | Kristopher Perkovich | Jason Smith         | Jeff Isaacson        | Kevin Johnson     | Shaye Perkovich      |

### Round Robin
| Datum | Zeit  | Begegnung                        | Resultat |
| ----- | ----- | -------------------------------- | -------- |
| 3.3.  | 14:00 | Italien – Südkorea               | 1:13     |
|       |       | Dänemark – Kanada                | 2:8      |
|       |       | Vereinigte Staaten – Schweden    | 5:3      |
|       |       | Schottland – Schweiz             | 7:5      |
| 4.3.  | 09:00 | Norwegen – Deutschland           | 6:5      |
|       |       | Vereinigte Staaten – Schweiz     | 4:7      |
|       |       | Südkorea – Dänemark              | 5:7      |
|       |       | Kanada – Italien                 | 8:3      |
|       | 19:00 | Schottland – Schweden            | 9:2      |
|       |       | Deutschland – Südkorea           | 4:5      |
|       |       | Italien – Schweiz                | 4:8      |
|       |       | Dänemark – Norwegen              | 10:7     |
| 5.3.  | 14:00 | Kanada – Vereinigte Staaten      | 5:7      |
|       |       | Schottland – Norwegen            | 9:8      |
|       |       | Schweden – Südkorea              | 7:5      |
|       |       | Italien – Deutschland            | 6:11     |
| 6.3.  | 09:00 | Dänemark – Schweiz               | 2:5      |
|       |       | Schweden – Deutschland           | 3:2      |
|       |       | Kanada – Schottland              | 8:10     |
|       |       | Norwegen – Vereinigte Staaten    | 3:6      |
|       | 19:00 | Südkorea – Kanada                | 6:9      |
|       |       | Italien – Dänemark               | 6:8      |
|       |       | Deutschland – Vereinigte Staaten | 3:10     |
|       |       | Schweiz – Schweden               | 5:8      |

| Datum | Zeit  | Begegnung                       | Resultat |
| ----- | ----- | ------------------------------- | -------- |
| 7.3.  | 14:00 | Südkorea – Norwegen             | 4:9      |
|       |       | Schweiz – Kanada                | 3:6      |
|       |       | Schottland – Italien            | 6:3      |
|       |       | Vereinigte Staaten – Dänemark   | 9:3      |
| 8.3.  | 09:00 | Schweden – Dänemark             | 7:5      |
|       |       | Norwegen – Italien              | 5:4      |
|       |       | Schweiz – Deutschland           | 5:6      |
|       |       | Südkorea – Schottland           | 5:7      |
|       | 19:00 | Deutschland – Schottland        | 3:8      |
|       |       | Südkorea – Vereinigte Staaten   | 4:6      |
|       |       | Norwegen – Kanada               | 7:8      |
|       |       | Schweden – Italien              | 10:4     |
| 9.3.  | 14:00 | Dänemark – Schottland           | 3:9      |
|       |       | Schweden – Norwegen             | 7:5      |
|       |       | Deutschland – Kanada            | 4:8      |
|       | 19:00 | Vereinigte Staaten – Italien    | 9:2      |
|       |       | Schweiz – Südkorea              | 8:3      |
| 10.3. | 14:00 | Schweiz – Norwegen              | 5:6      |
|       |       | Kanada – Schweden               | 1:5      |
|       |       | Dänemark – Deutschland          | 8:4      |
|       |       | Schottland – Vereinigte Staaten | 4:3      |

| Platz | Team               | Spiele | Siege | Ndlg. |
| ----- | ------------------ | ------ | ----- | ----- |
| 1.    | Schottland         | 9      | 9     | 0     |
| 2.    | Vereinigte Staaten | 9      | 7     | 2     |
| 3.    | Schweden           | 9      | 7     | 2     |
| 4.    | Kanada             | 9      | 6     | 3     |
| 5.    | Dänemark           | 9      | 4     | 5     |
| 5.    | Norwegen           | 9      | 4     | 5     |
| 5.    | Schweiz            | 9      | 4     | 5     |
| 8.    | Südkorea           | 9      | 2     | 7     |
| 9.    | Deutschland        | 9      | 2     | 7     |
| 10.   | Italien            | 9      | 0     | 9     |

### Playoffs
|  | Halbfinale         | Halbfinale |                    |   | Finale | Finale |
|  |                    |            |                    |   |        |        |
|  | Kanada             | 10         |                    |   |        |        |
|  | Schottland         | 2          |                    |   |        |        |
|  |                    |            |                    |   |        |        |
|  |                    |            |                    |   |        |        |
|  | Schweden           | 5          |                    |   |        |        |
|  |                    | Kanada     | 6                  |   |        |        |
|  |                    |            |                    |   |        |        |
|  | Spiel um Platz 3   |            |                    |   |        |        |
|  |                    |            | Schottland         | 8 |        |        |
|  | Vereinigte Staaten | 5          | Vereinigte Staaten | 5 |        |        |
|  | Schweden           | 8          |                    |   |        |        |

### Endstand
| Platz | Land               |
| ----- | ------------------ |
| 1     | Kanada             |
| 2     | Schweden           |
| 3     | Schottland         |
| 4     | Vereinigte Staaten |
| 5     | Dänemark           |
| 5     | Norwegen           |
| 5     | Schweiz            |
| 8     | Südkorea           |
| 9     | Deutschland        |
| 10    | Italien            |

## Frauen

### Teilnehmerinnen
| Land                | Fourth              | Third             | Second               | Lead                | Alternate         |
| ------------------- | ------------------- | ----------------- | -------------------- | ------------------- | ----------------- |
| Volksrepublik China | Wang Bingyu         | Yue Qingshuang    | Sun Yue              | Yu Xinna            |                   |
| Dänemark            | Madeleine Dupont    | Denise Dupont     | Lene Nielsen         | Maria Poulsen       | Helle Simonsen    |
| Italien             | Diana Gaspari       | Rosa Pompanin     | Arianna Lorenzi      | Anna Ghiretti       | Georgia Apollonio |
| Kanada              | Andrea Kelly        | Kristen McDiarmid | Jodie deSolla        | Lianne Sobey        | Morgan Muise      |
| Norwegen            | Kristin Skaslien    | Marte Bakk        | Solveig Enoksen      | Ingrid Stensrud     | Marianne Rørvik   |
| Russland            | Ljudmila Priwiwkowa | Nkeiruka Jesech   | Jekaterina Galkina   | Margarita Fomina    | Angela Tuvaeva    |
| Schottland          | Victoria Sloan      | Kerry Barr        | Clare Wyllie         | Laura Kirkpatrick   | Kay Adams         |
| Schweden            | Stina Viktorsson    | Sofie Sidén       | Maria Wennerström    | Jenny Zetterquist   | Sabina Kraupp     |
| Schweiz             | Tania Grivel        | Anna Hügli        | Stephanie Rüegsegger | Franziska Marthaler | Michèle Jäggi     |
| Vereinigte Staaten  | Gillian Gervais     | Sarah Gervais     | Stephanie Jensen     | Stephanie Sambor    | Amy Hulstrand     |

### Round Robin
| Datum | Zeit  | Begegnung                                | Resultat |
| ----- | ----- | ---------------------------------------- | -------- |
| 3.3.  | 09:00 | Schottland – Schweiz                     | 3:5      |
|       |       | Italien – Norwegen                       | 7:9      |
|       |       | Dänemark – Volksrepublik China           | 10:9     |
|       |       | Russland – Kanada                        | 5:8      |
|       | 19:00 | Schweden – Vereinigte Staaten            | 7:3      |
|       |       | Dänemark – Kanada                        | 8:9      |
|       |       | Schweiz – Italien                        | 7:5      |
|       |       | Norwegen – Schottland                    | 1:8      |
| 4.3.  | 14:00 | Russland – Volksrepublik China           | 4:2      |
|       |       | Vereinigte Staaten – Schweiz             | 3:9      |
|       |       | Schottland – Kanada                      | 4:8      |
|       |       | Italien – Schweden                       | 6:7      |
| 5.3.  | 09:00 | Norwegen – Dänemark                      | 7:8      |
|       |       | Russland – Schweden                      | 5:6      |
|       |       | Volksrepublik China – Schweiz            | 8:7      |
|       |       | Schottland – Vereinigte Staaten          | 7:8      |
|       | 19:00 | Italien – Kanada                         | 4:9      |
|       |       | Volksrepublik China – Vereinigte Staaten | 12:4     |
|       |       | Norwegen – Russland                      | 6:8      |
|       |       | Schweden – Dänemark                      | 8:6      |
| 6.3.  | 14:00 | Schweiz – Norwegen                       | 5:7      |
|       |       | Schottland – Italien                     | 3:6      |
|       |       | Vereinigte Staaten – Dänemark            | 7:8      |
|       |       | Kanada – Volksrepublik China             | 9:5      |

| Datum | Zeit  | Begegnung                        | Resultat |
| ----- | ----- | -------------------------------- | -------- |
| 7.3.  | 09:00 | Russland – Schottland            | 3:8      |
|       |       | Kanada – Norwegen                | 7:8      |
|       |       | Schweiz – Schweden               | 8:6      |
|       |       | Dänemark – Italien               | 9:2      |
|       | 19:00 | Volksrepublik China – Italien    | 6:7      |
|       |       | Schweden – Schottland            | 7:9      |
|       |       | Kanada – Vereinigte Staaten      | 10:5     |
|       |       | Schweiz – Russland               | 4:6      |
| 8.3.  | 14:00 | Vereinigte Staaten – Russland    | 5:7      |
|       |       | Schweiz – Dänemark               | 10:3     |
|       |       | Schweden – Norwegen              | 8:2      |
|       |       | Volksrepublik China – Schottland | 4:8      |
| 9.3.  | 09:00 | Kanada – Schweden                | 9:4      |
|       |       | Norwegen – Volksrepublik China   | 7:10     |
|       |       | Italien – Russland               | 6:7      |
|       | 19:00 | Dänemark – Schottland            | 6:5      |
|       |       | Italien – Vereinigte Staaten     | 10:4     |
| 10.3. | 09:00 | Kanada – Kanada                  | 7:6      |
|       |       | Volksrepublik China – Schweden   | 4:5      |
|       |       | Russland – Dänemark              | 2:9      |
|       |       | Vereinigte Staaten – Norwegen    | 6:8      |

| Platz | Team                | Spiele | Siege | Ndlg. |
| ----- | ------------------- | ------ | ----- | ----- |
| 1.    | Kanada              | 9      | 8     | 1     |
| 2.    | Schweden            | 9      | 6     | 3     |
| 3.    | Dänemark            | 9      | 6     | 3     |
| 4.    | Schweiz             | 9      | 5     | 4     |
| 5.    | Russland            | 9      | 5     | 4     |
| 6.    | Norwegen            | 9      | 4     | 5     |
| 7.    | Schottland          | 9      | 4     | 5     |
| 8.    | Italien             | 9      | 3     | 6     |
| 9.    | Volksrepublik China | 9      | 3     | 6     |
| 10.   | Vereinigte Staaten  | 9      | 1     | 8     |

Im Tiebreaker um den 4. Platz siegte  Schweiz über  Russland mit 6:5 und um den 6. Platz  Norwegen über  Schottland mit 7:5.

### Playoffs
|  | Halbfinale       | Halbfinale |          |   | Finale | Finale |
|  |                  |            |          |   |        |        |
|  | Schweiz          | 9          |          |   |        |        |
|  | Kanada           | 7          |          |   |        |        |
|  |                  |            |          |   |        |        |
|  |                  |            |          |   |        |        |
|  | Schweden         | 2          |          |   |        |        |
|  |                  | Schweiz    | 10       |   |        |        |
|  |                  |            |          |   |        |        |
|  | Spiel um Platz 3 |            |          |   |        |        |
|  |                  |            | Kanada   | 6 |        |        |
|  | Schweden         | 7          | Dänemark | 4 |        |        |
|  | Dänemark         | 4          |          |   |        |        |

### Endstand
| Platz | Land                |
| ----- | ------------------- |
| 1     | Schweiz             |
| 2     | Schweden            |
| 3     | Kanada              |
| 4     | Dänemark            |
| 5     | Russland            |
| 6     | Norwegen            |
| 7     | Schottland          |
| 8     | Italien             |
| 9     | Volksrepublik China |
| 10    | Vereinigte Staaten  |